# Cerisé
Cerisé é uma comuna francesa na região administrativa da Normandia, no departamento Orne. Estende-se por uma área de 4,43 km². Em 2010 a comuna tinha 873 habitantes (densidade: 197,1 hab./km²).